# Мингечевир
Мингечевир (азер. Mingəçevir) је четврти по величини град у Азербејџану. У Азербејџану је познат као „светли град” због хидроелектране на реци Кури која обасјава град ноћу.

## Историја
Област града је насељен хиљадама година, али је, данашњи град, основан 1948. године од стране немачких војника који су били затвореници током Другог светског рата.

## Географија
Град се налази на северном делу Азербејџана. Смештен је на обали реке Куре, са својих 1515 km, најдуже реке јужног Кавказа. У близини града је и планина Боздаг. Налази се на око 280 до 300 km западно од главног града Бакуа. Надморска висина града је 545 m. Површина града је 47 km².

## Демографија
Према подацима из 2014. године у граду је живело 100.700 становника. Азери чине 98% становника. Ислам је главна религија.

## Култура
У граду постоје 16 јавних библиотека које имају 406.677 књига. Све библиотеке имају укупно 46.282 члана. Књиге су, само у току 2011. године, узете 904.395 пута што је просечно 2,9 пута по члану.
Позориште „Давудова” је основано 1969. године, а музеј, који има 14.461 експоната, годину раније. Град има много паркова од којих су највећи „Сахил-парк” и „Парк пријатељства”. Главна телевизијска станица је Mingachevir TV.

## Инфраструктура
Министарство саобраћаја и инфраструктуре Азербејџана је уложило велике напоре на овом пољу у Мингечевиру. Град има једну од најбољих саобраћајница у држави.
Тролејбус систем од 17 тролејбуса и три редовне линије који је отворен 15. априла 1989. године затворен је у децембру 2005. године због мањка путника и бољих путева у граду.

## Клима
Просечна температура града је од 14-15 °C. Највиша забележена температура је 42 °C, а најнижа -10 °C. Годишње падавине су од 250 до 300 mm.

## Градови побратими
- Тољати,  Русија (од 2005)[10]
- Гољбаши,  Турска (од 2007)[11]
- Полоцк,  Белорусија (од 2012)[12]

## Познати становници
- Руслан Ермицанов, фудбалер.
- Вугар Алакбаров, боксер.